# 오른관상동맥
심장의 관상순환에서 오른관상동맥(right coronary artery, RCA) 또는 오른심장동맥, 우관상동맥(右冠狀動脈)은 대동맥판의 오른쪽 첨판에 존재하는 오른쪽 대동맥굴에서 시작되는 동맥이다. 이후에는 오른쪽 관상고랑을 따라 이동한다. 심장의 오른쪽과 심실사이막에 혈액을 공급한다.

## 구조
오른관상동맥은 대동맥판 위의 오른쪽 대동맥굴 위에서 시작된다. 이후 오른쪽 관상고랑(오른쪽 방실사이고랑)을 따라 관상고랑과 뒤심실사이고랑이 만나는 지점까지 주행한다. 뒤심실사이동맥, 오른모서리가지, 굴심방결절동맥 등의 많은 가지를 낸다.

### 분절
- 몸쪽: 오른관상동맥이 시작하는 지점부터 심장 오른쪽 경계까지 가는 길이의 절반 정도를 차지한다.[6][7]
- 중간: 몸쪽 부분이 끝나는 지점에서 오른쪽 경계까지의 부분.[6][7]
- 먼쪽: 중간 부분부터 뒤심실사이동맥 시작 지점까지의 부분. 뒤심실사이고랑은 심장 바닥에서 관상고랑과 만나며 이 지점에서 뒤심실사이동맥이 시작된다.[6][7]

### 변이
환자의 약 80%(오른쪽 우세, right dominant인 경우)에서 오른관상동맥은 뒤심실사이동맥(뒤내림동맥)을 낸다. 다른 20%의 경우(왼쪽 우세, left dominant거나 공동 우세, codominant인 경우)에서 뒤심실사이동맥은 왼관상동맥 휘돌이가지에서 의해 나오거나 오른관상동맥과 휘돌이가지 양쪽 모두에 의해 형성된다. 오른관상동맥은 심장의 아래쪽 벽, 심실사이막, 뒤안쪽 꼭지근에 혈액을 공급한다.
또한 오른관상동맥은 60%의 경우에서 굴심방결절동맥을 낸다. 나머지 40%에서는 휘돌이가지가 굴심방결절동맥을 낸다.
드물기는 하지만 왼쪽 대동맥굴에서 나오는 경우처럼 오른관상동맥의 몇 가지 비정상적인 경로가 기술된 바 있다.

## 기능
오른관상동맥은 우심방, 우심실, 심실사이막의 뒤쪽 3분의 1과 아래쪽 끝에 산소가 풍부한 혈액을 공급한다. 좌심실의 25~35%에 혈액을 공급할 수도 있다.
관상동맥의 공급은 크게 겹친다. 오른관상동맥은 50%의 경우 왼관상동맥보다 우세하고 20%의 경우와는 대등하며 30%의 경우에서는 왼관상동맥이 더 우세하다.

## 추가 이미지

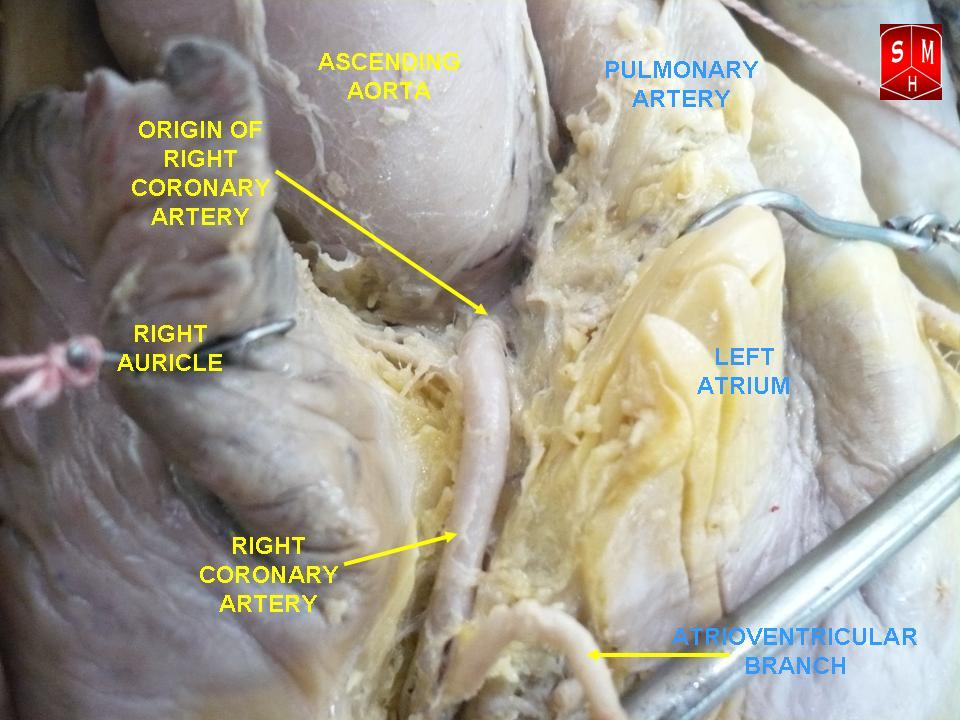
오른관상동맥.
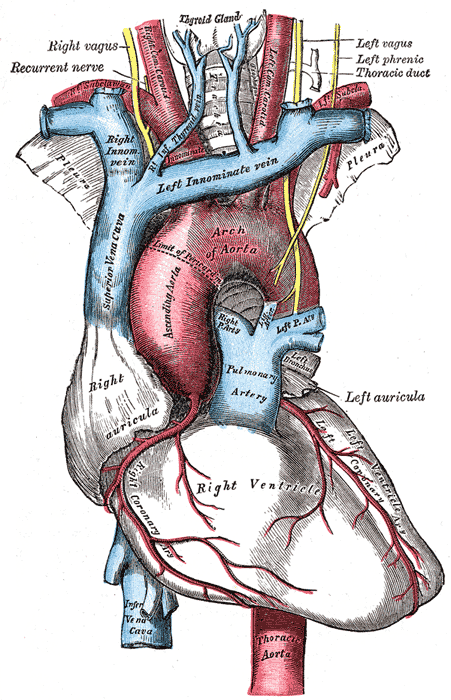
대동맥활과 그 가지.
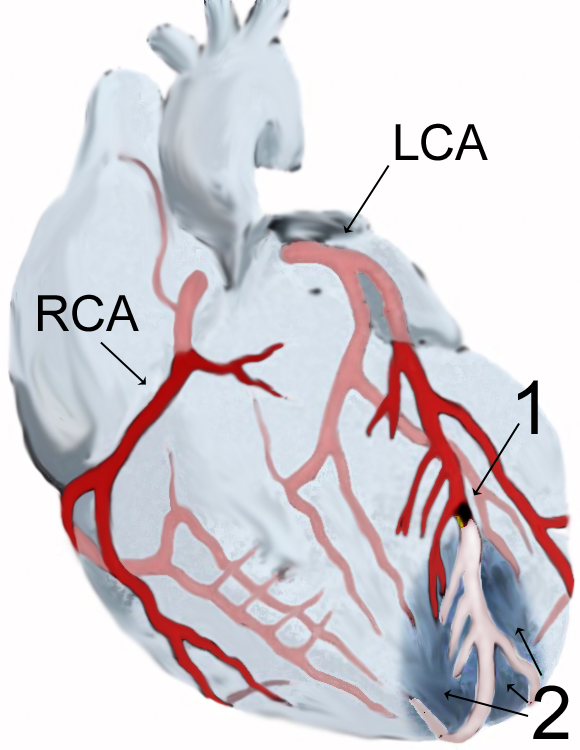
심근 경색의 다이어그램.
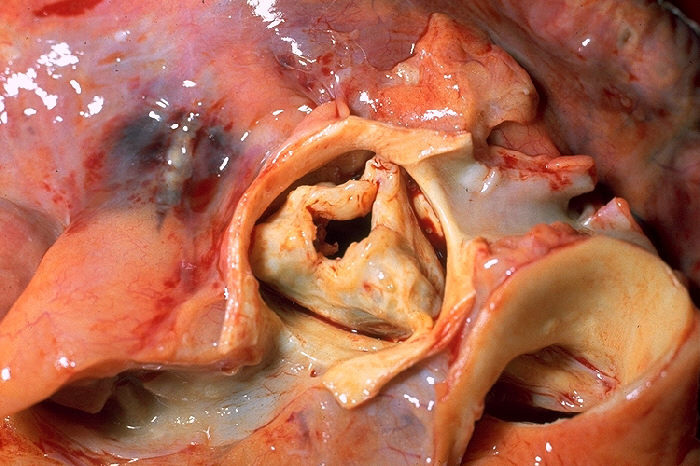
부검 시 대동맥과 관상 동맥. 오른관상동맥의 몸쪽 부분과 그 구멍이 왼쪽 아래에서 보인다.
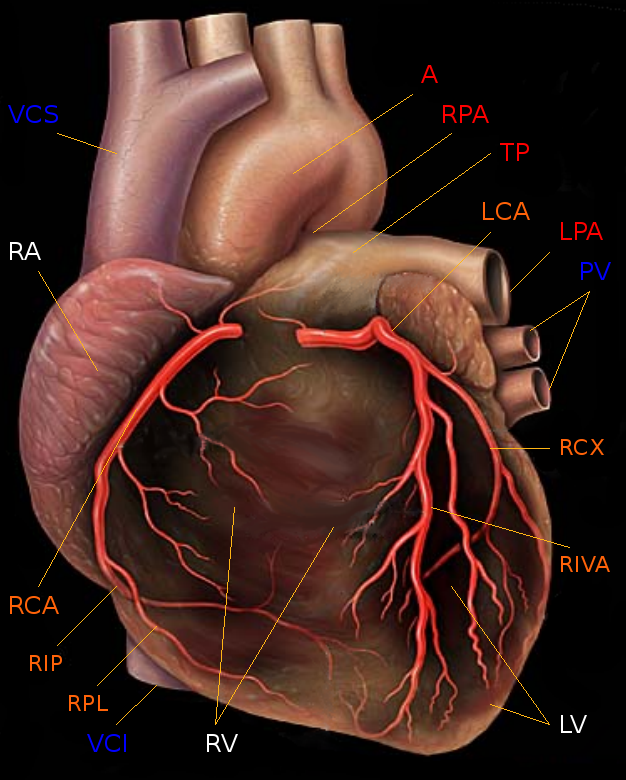
관상동맥이 표시된 인간의 심장.
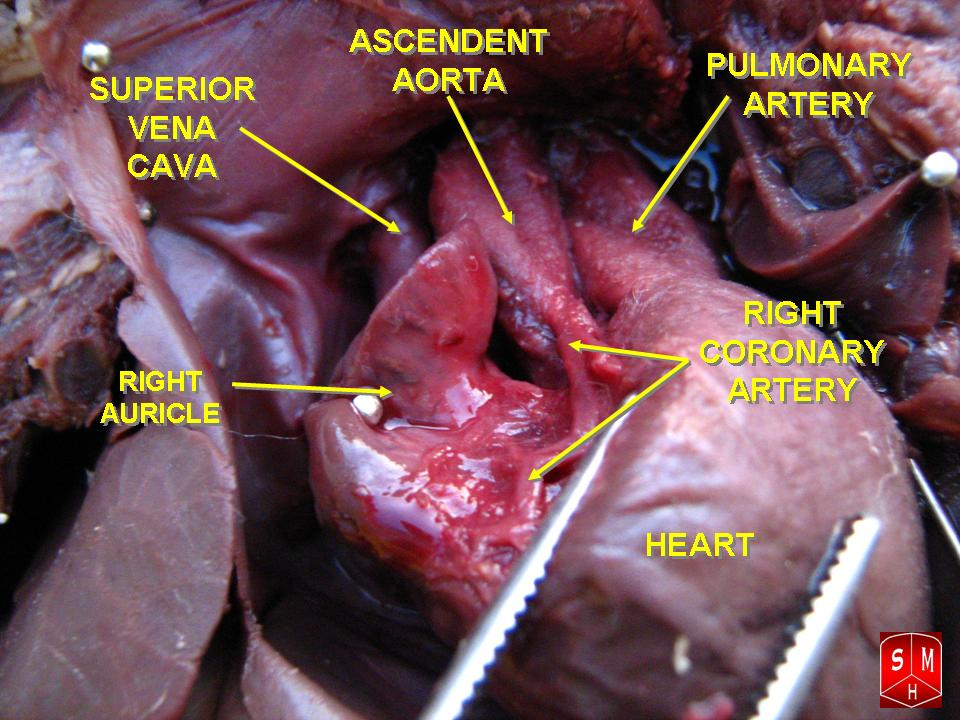
태아 심장의 오른관상동맥.